# Peliala abstractalis
Peliala abstractalis är en fjärilsart som beskrevs av Walker 1859. Peliala abstractalis ingår i släktet Peliala och familjen nattflyn. Inga underarter finns listade i Catalogue of Life.